# Вяземский 115-й пехотный полк
115-й пехотный Вяземский генерала Несветаева полк — пехотная часть Русской императорской армии. Входил в состав 29-й пехотной дивизии.
Полковой праздник: 3-й день Пасхи.

## Предшественники полка
Полк ведёт своё существование с 20 августа 1798 года, когда был сформирован в Ярославле генерал-майором Лейтнером двухбатальонный мушкетёрский полк, названный по его имени. В следующем году он был переименован в мушкетёрский генерал-майора Мансурова полк. 20 января 1800 г. полк стал называться по имени нового шефа генерал-майора Несветаева.
29 марта 1801 г. полк был наименован Саратовским мушкетёрским полком и в 1803 г. отправлен на Кавказ, на берег Кубани. Там полк принимал участие в Персидском походе и нёс охрану Кавказской границы.
В 1810 г., 19 октября, полк был переименован в 46-й егерский, а в 1816 г., 12 февраля, в 17-й егерский полк. В 1819 г. полк был переименован в 41-й егерский и отозван в Россию, но 26 мая 1825 г. полку была возвращена прежняя нумерация.
В 1828 г. 17-й (46-й) егерский полк принял участие в войне с Турцией. За эту кампанию полк получил знаки на головные уборы с надписью «За отличие» (6 апреля 1830 г.).
28 января 1833 г. полк был присоединён к Брянскому пехотному полку и в составе его выступил в 1849 г. в поход против венгров. Во время Восточной войны 1853—1855 гг. полк участвовал в осаде Силистрии с 5 мая по 9 июня 1854 г., а в апреле 1855 г. был отправлен в Севастополь, где был назначен на Малахов курган. За отбитие августовских штурмов, во время которых полк потерял половину своего состава, он получил добавочную надпись на знамени: «За Севастополь 1854—55 гг.».

## Вяземский полк
6 апреля 1863 г. из 4-го батальона Брянского полка и бессрочно отпускных 5-го и 6-го батальонов того же полка был сформирован двухбатальонный Брянский резервный пехотный полк, который 13 августа того же года был развёрнут в трёхбатальонный и назван Вяземским пехотным полком. В следующем году, 25 марта, полк получил № 115. Старшинство полка было установлено с 20 августа 1798 г., то есть со времени сформирования старого Саратовского мушкетёрского полка. Полковой праздник назначен на 3-й день Пасхи.
В русско-турецкой кампании 1877—1878 гг. Вяземский полк не участвовал, выделив лишь из своего состава для пополнения действующей армии 5 офицеров и 200 нижних чинов.
В 1879 г. полк был приведён в состав четырёх батальонов. В начале XX века полку было присвоено имя бывшего шефа старого Саратовского полка героя Кавказской войны генерал-майора Петра Даниловича Несветаева.
В июне 1905 года полк привлекался для усмирения восстания военных моряков в порту Александра III (Либавское восстание).
Во время Первой мировой войны Вяземский полк участвовал в боях в Восточной Пруссии и в феврале 1915 года был практически полностью уничтожен в ходе второй Августовской операции при прорыве остатков 20-го корпуса из окружения.

По пути я нагнал какую-то в полном беспорядке идущую часть Вяземского полка (человек 400). Никогда ещё не видел такой безобразной картины. Вперемежку с солдатами шли бабы и дети. Бабы несли ружья, а дети — снаряжение своих мужей и отцов. Все это по дороге ело, курило, садилось, где угодно, и растянулось на огромном протяжении. Оказалось, что эта безобразная орава была укомплектована для 1-го батальона Вяземского полка, расположенного там, куда я ехал, и вел эту беспардонную команду полковник Эрасмус, который и сам впоследствии оказался таким же беспардонным, как и эти люди. Конечно, вся эта ватага мною была тотчас остановлена и приведена в христианскую веру, начиная с полковника Эрасмуса— Розеншильд фон Паулин А. Н. Воспоминания о кампании 1914—1915 годов.
Споёмте, братцы, про победы 

Да про дела былых времён, 

Про то, как завещали деды 

Нам славу Вяземских знамён.

Раздайся, песня удалая, 

Орлом лети под облака. 

Греми, ты, слава боевая 

Родного нашего и славного полка!

По воле Царской да небесной 

Крестила полк с Кавказом брань. 

Отцом был Карс, а маткой крестной 

Служила крепость Эривань.

С Кавказа слава боевая 

Далече по свету пошла. 

Она наш полк к брегам Дуная 

С врагами биться привела.

Нас помнят персы и грузины, 

И турки, и венгерский край, 

Кавказа горы и долины. 

И Севастополь, и Дунай. 

 

## Знаки отличия полка
- Полковое Георгиевское знамя, с надписями «За переправу через Дунай 17 мая 1828 года и за Севастополь в 1854 и 1855 годах». Пожаловано взамен старых знамён 20 августа 1898 г. Первое отличие унаследовано от 17-го (46-го) егерского полка, второе — от Брянского полка.
- Поход за военное отличие, пожалованный 16 июня 1799 г. мушкетёрскому генерал-майора Мансурова полку.
- Знаки отличия на головные уборы для нижних чинов с надписью «За отличие», пожалованные 6 апреля 1830 г. 17-му егерскому полку за войну с Турцией в 1828—1829 гг.
- Серебряная труба с надписью «За усмирение Венгрии в 1849 году», пожалованная 25 декабря 1849 г. 4-му батальону Брянского полка. Труба унаследована в 1-м батальоне Вяземского полка.

## Командиры полка
- 16.01.1863 — 10.09.1866[~ 1] — полковник Беляев, Дмитрий Иванович
- 10.09.1866 — 13.04.1867 — полковник Кононович, Казимир Иосифович
- 03.05.1867 — 06.09.1869 — полковник Малафеев, Иосан Иосанович
- 06.09.1869 — 22.09.1871 — полковник Тарасенков, Фёдор Васильевич
- 22.09.1871 — 02.11.1876[~ 2] — полковник Видишев, Иван Иванович
- 02.11.1876 — 24.02.1877 — полковник Снарский, Николай Францевич
- 24.02.1877 — 27.10.1877 — флигель-адъютант полковник Теннер, Еремей Карлович
- 31.10.1877 — 07.01.1878 — полковник Корсаков, Дмитрий Николаевич
- 07.01.1878 — 18.02.1889 — полковник барон Розен, Александр-Степан Фридрихович
- 15.03.1889 — 14.10.1892 — полковник Сендецкий, Василий Иванович
- 14.10.1892 — 18.10.1896 — полковник (с 14.05.1896 генерал-майор) Барановский, Валентин Михайлович
- 24.10.1896 — 28.11.1899 — полковник Кондырев, Кронид Павлович
- 28.11.1899 — 12.10.1900 — полковник Ордынский, Василий Денисович
- 10.12.1900 — 09.06.1903 — полковник Олохов, Владимир Аполлонович
- 01.07.1903 — 17.04.1905 — полковник Такайшвили, Варлаам Степанович
- 05.05.1905 — 21.06.1912 — полковник Орлов, Александр Васильевич
- 25.06.1912 — 08.02.1915[~ 3] — полковник Войцеховский, Сергей Иванович
- 19.03.1915 — 10.12.1916 — полковник Новаков, Борис Иванович
- 11.12.1916 — 22.08.1917 — полковник Гамченко, Евгений Спиридонович
- 22.08.1917 — после 30.09.1917 — полковник Смирнов, Александр Тихонович

## Комментарии
1. ↑  До 13.08.1863 как командир Брянского резервного пехотного полка.
2. ↑  Умер в должности. Высочайшим приказом от 02.11.1876 исключен из списков умершим.
3. ↑  Пропал без вести в ходе Августовской операции 1915 г. Исключен из списков Высочайшим приказом от 19.03.1915.